# Gromada Łojki
Gromada Łojki war eine Verwaltungseinheit in der Volksrepublik Polen zwischen 1954 und 1957. Verwaltet wurde die Gromada vom Gromadzka Rada Narodowa dessen Sitz sich in Łojki befand und der aus 17 Mitgliedern bestand.

Die Gromada Łojki gehörte zum Powiat Częstochowski in der Woiwodschaft Katowice (damals Stalinogród) und bestand aus der ehemaligen Gromada Konradów, Łojki und Wydra (einschließlich der Siedlung Gorzelnia) der aufgelösten Gmina Gnaszyn Dolny und der Gromada Wyrazów der aufgelösten Gmina Ostrowy.

Zum 1. Januar 1958 wurde die Gromada Łojki aufgelöst und in die Gromada Gnaszyn Dolny eingegliedert mit Ausnahme des Dorfes Wyrazów dieses wurde der Gromada Ostrowy angegliedert.